# Shorea argentifolia
Shorea argentifolia (tiếng Anh thường gọi là Dark Red Meranti) là một loài cây gỗ lớn của rừng mưa thuộc họ Dipterocarpaceae. Loài này có ở hòn đảo Borneo. Chúng hiện đang bị đe dọa vì mất môi trường sống. Mẫu cao nhất ghi được là 84,9 m tại Vườn quốc gia Tawau Hills, ở Sabah.